# Google Fit
Google Fit è una piattaforma di health-tracking che consente il monitoraggio della Salute sviluppata da Google per il sistema operativo Android e Wear OS. È un set di API che raccoglie dati da numerose applicazioni e dispositivi.

## Caratteristiche
Google Fit usa i sensori contenuti negli activity tracker o negli smartphone per registrare le quotidiane attività sportive (come le camminate o le passeggiate in bici), consentendo d'impostare obiettivi e di avere una visuale completa delle attività svolte. L'applicazione aiuta gli utenti a misurare le loro prestazioni in vari sport ed è in grado di calcolare la durata dell'attività sportiva, la distanza percorsa, il numero di passi compiuti, e tante altre cose.
Ci sono alcune applicazioni integrate con Google Fit, come Nike Running, Adidas Strava, Polar Beat e Aqualert. Altri partner confermati includono HTC, LG, Withings, Motorola, Noom, Runtastic, Runkeeper. 
Gli utenti possono scegliere con chi condividere i dati, i quali possono essere cancellati in qualsiasi momento.

## Storia
Google Fit è stato annunciato alla conferenza di Google I/O il 25 giugno 2014 poco dopo il rilascio dell'app Salute (HealthKit), inclusa nel sistema operativo iOS 8 di Apple, che può essere vista come un concorrente diretto. Un software development Kit per Google Fit è stato rilasciato il 7 agosto 2014. Google Fit è stato reso disponibile il 28 ottobre 2014 per tutti i dispositivi mobili equipaggiati con Android 4.0 o versioni successive.
Al momento dell'evento, Google non aveva molti dettagli su come avrebbe funzionato questo nuovo prodotto, in quel momento le informazioni indicavano che la flessibilità dipenderebbe più dalle diverse applicazioni che sarebbero correlate rispetto alla propria struttura, dove le applicazioni potevano accedere l'intero profilo fisico dei loro utenti e condividere le informazioni tra di loro in aggiunta ai programmi di assicurazione sanitaria.
Durante la conferenza, Google ha utilizzato l'applicazione Noom come esempio, che veniva normalmente utilizzata per registrare il peso corporeo dell'utente. Con l'uso di Fit, questa applicazione potrebbe raccogliere dati di nutrizione ed esercizi fisici acquisiti da altri dispositivi.
Nell'agosto 2018, Google ha annunciato un rinnovamento della sua piattaforma Android Fit che aggiunge obiettivi di attività basati sulle raccomandazioni di attività dell'American Heart Association e dell'Organizzazione Mondiale della Sanità. Gli aggiornamenti sono pensati per aiutare ad adattare meglio le metriche per attività diverse dalla camminata e incoraggiare gli utenti a impegnarsi in attività che aumenteranno la frequenza cardiaca senza necessariamente richiedere un viaggio in palestra.

## Funzionalità
Google Fit fornisce un singolo set di API per app e produttori di dispositivi per archiviare e accedere ai dati delle attività da app e sensori di fitness su Android e altri dispositivi (come dispositivi indossabili, monitor della frequenza cardiaca o bilance collegate). Gli utenti possono scegliere con chi condividere i loro dati di fitness e cancellare queste informazioni in qualsiasi momento.

### Monitoraggio dell'attività fisica
Google Fit monitora le attività fisiche svolte dall'app; mentre l'utente cammina, corre o va in bicicletta per tutto il giorno, lo smartphone o il dispositivo WearOS registra automaticamente le attività su Google Fit. 

### Statistiche
È possibile consultare in tempo reale le statistiche con Google Fit per le gare, passeggiate e percorsi. L'applicazione registra la velocità, il ritmo cardiaco, il percorso, l'altitudine. I dati ottenuti vengono registrati nell'account utente su Google e possono essere successivamente utilizzati per l'utente per valutare le loro prestazioni durante la settimana o il mese. Fit genera anche report in grafici di facile comprensione.

### Obiettivi
È possibile impostare gli obiettivi in base ai passi, al tempo, alla distanza, alle calorie bruciate e ricevere consigli personalizzati e informazioni per gli obiettivi di attività. Affinché le stime siano più accurate, l'utente può registrare obiettivi giornalieri e riportare dati come l'altezza e il peso, ad esempio. Gli utenti che utilizzano l'app per perdere peso possono utilizzare il parametro di peso aggiornandolo quotidianamente per tenere traccia dei progressi nel tempo.

### Connettività
È possibile accedere a Google Fit tramite smartphone, tablet, orologi Android Wear o tramite il Web tramite " fit.google.com ". Altri tipi di gadget che eseguono il monitoraggio della frequenza cardiaca, ad esempio, possono anche essere sincronizzati su Fit, aumentandone l'accuratezza nelle valutazioni.